# 김나지움
김나지움(독일어: Gymnasium, Lyzeum)은 일부 유럽 국가의 중등교육 기관으로 나라에 따라서 차이가 있으나 대체로 한국의 중학교에 해당하며 일부 국가에서는 한국의 중학교와 고등학교를 합친 과정에 해당하는 경우도 있다.

## 역사

### 유래
‘김나지움(Gymnasium)’은 고대 그리스 시대에 사용된 ‘김나시온(Gymnasion)’에서 유래되었다. 김나시온은 체육장이자 교육을 통해 청소년들에게 지성을 길러주는 장소였다. 이 말은 독일에서는 교육기관을 가리키는 단어가 되었고 영어권 지역에서는 체육관을 의미하게 되었다. 독일의 경우에는 16세기에 고전적 교양을 목적으로 하는 학교로 김나지움을 세웠다. 19세기 초에 대학입학을 위한 준비교육기관이 되었다. 그 후 사회의 발전과 근대과학의 발달에 따라 외국어나 자연과학을 가르치는 각종 김나지움이 생겼다가, 나치스시대에 김나지움 1종으로 통합되었다.

### 성립배경[3]
김나지움은 대학 입학 자격의 수여권을 1901년까지 거의 독점적으로 차지하고 있던 중등학교이다. 그 성립 배경을 근대 독일의 교육체제를 주도한 프로이센에 입각하여 살펴보도록 하자. 김나지움은 18세기 말 프로이센에서의 대학 진학 억제책으로서 등장했다. 당시의 대학은 절대주의 국가를 위한 관리 · 성직자 · 의사 등의 소수 엘리트를 양성하는 장이었는데, 일정한 입학 자격을 필요로 하지 않았고 입학시험에 합격하기만 하면 되었다.
그리하여 많은 청년들이 병역을 피하기 위해서도 대학에 입학하고, 결국에는 졸업해도 취직을 하지 못하는 사람들이 발생하여 사회불안의 온상이 될 가능성이 있었다. 이와 같은 상황에 직면한 정부 당국은 대학 진학을 억제하기 위해 김나지움이라는 9년제 중등학교를 설치하고, 이곳의 졸업시험 합격을 대학 입학의 자격요건(아비투어(Abitur)라고 부른다.)으로 삼았다. 하지만 당초에는 대학의 독자적인 입시도 존속하고 있었기 때문에 김나지움에서 아비투어를 취득한 경우에는 장학금을 받을 수 있다는 특혜 조건을 설정하고 있었다. 그렇지만 대학 진학 억제책으로서는 충분치 못했다. 대학에 의한 독자적인 입시가 폐지되고 김나지움이 대학 입학 자격의 수여권을 명실상부하게 독점하게 되는 것은 1834년의 일이었다.

### 교육내용과 시대에 따른 그 변화[3]
프로이센 정부는 김나지움을 설립함에 있어 당시 존재했던 라틴어학교 중에서 설비와 교원이 충실한 곳을 김나지움으로 격상시켰다. 라틴어학교란 다양한 명칭으로 불리고 있던 곳들의 총칭인데, 주로 교회 등이 성직자 양성의 예비교육 시설로 하고 있었던 곳으로서 라틴어로 성서의 강독 등을 행하고 있었다.
이러한 설립 배경은 김나지움의 교육 내용에 라틴어 우위라는 그림자를 드리우게 되었다. 그에 더하여 김나지움의 교육 내용에 중대한 영향을 끼친 것은 19세기 초엽에 교육개혁이 단행되어 김나지움에 관한 법률적 정비가 진행되었다는 점이다. 여기서는 신인문주의의 깃발 아래 그리스 · 로마문화가 이상으로 간주되고, 그것을 배움으로써 인간성의 전면적인 개화를 도모하고자 하는 정신운동의 일환으로서 교육개혁이 착수되었다. 이것은 김나지움의 교과 과정에 반영되어 고대 그리스 · 로마의 고전을 고전어(그리스어 · 라틴어)로 학습하는 교육이 중시된다고 하는 결과를 초래했다.
이와 같은 김나지움에서의 고전어 중시는 더 나아가 지적 세계 일반에서 고전어가 차지하고 있던 중요성에 의해 뒷받침되고 있었다. 고전어, 특히 라틴어는 일찍이 중세에서는 지식인과 성직자의, 즉 학문과 교회의 언어로서 군림하고 있었다는 전통이 있고, 이미 19세기에는 일상적으로 사용되지 않는 '사어(死語)'이긴 했지만 여전히 '교양인의 언어'로 간주되고 있었던 것이다.
이리하여 김나지움의 커리큘럼에서는 고전어, 특히 라틴어의 학습(수업시간 수 전체의 약 30%)을 중심으로 한 그리스 · 로마의 고전문화의 흡수가 중시되고, 역으로 영어는 없고 프랑스어나 자연과학은 몇 %와 같은 실학적 교과의 경시라는 결과가 초래되었다. 또한 고전문화는 독일 근대문화를 대표하는 괴테의 문학이나 칸트 철학의 원류로 간주되기도 했다. 이와 같은 교육이 지향한 것이 바로 독일 교양주의라 일컬어지는 것이다. 시간의 흐름 속에서 사회적으로는 공업화의 진전에 따른 실학의 효용이 증대하는 가운데 분명 고전어의 비중은 약간 줄어들고 있었지만, 고전어 중시라는 커리큘럼의 기본적 성격은 그 후에도 변함이 없었다.

### 문화적, 사회적 기능[3]
김나지움이 대학 입학 자격의 수여권을 독점하게 되자 그 문화적 · 사회적 영향은 엄청났다. 근대 독일의 대학은 관리 · 성직자 · 의사, 대학이나 김나지움의 교사라는 정치 · 사회 · 문화의 엘리트적 담당자 양성의 장으로서, 각각 법학부 · 신학부 · 의학부 · 철학부에서 전문적 지식이 교육되고 있었다. 근대 독일에서는 이러한 대학 수료자를 교양시민층이라 부르고, 기업가나 상인 등의 경제시민층과 구별된 보다 높은 사회적 위신을 지닌 존재로 간주하고 있었다. 김나지움은 이와 같은 대학의 이를테면 교양교육을 담당하고 있었다고 할 수 있기 때문에, 이런 의미에서 김나지움은 교양시민층의 생산 메커니즘의 중요한 구성 부분이며, 그 교육은 교양시민층의 교양 목록의 기초를 형성하는 것이었다.
마지막으로 김나지움의 진학률에 관해 언급하기로 하자. 그것은 제1차 세계대전까지 동일 세대의 3~4%이고, 바이마르 시기에서도 본질적 차이는 없었다. 게다가 9년 동안 재학하고 졸업시험에 합격하여 아비투어를 취득한 자는 동일 세대의 2%를 넘지 않았다. 이를테면 김나지움 진학자는 소수 엘리트이고, 아비투어 취득자는 한층 더 소수의 엘리트 집단이었다.
이상과 같은 체제는 기본적으로 1901년까지 존속했다. 이 해에 김나지움 이외의 실업계 중학교에도 전 학부의 아비투어 수여권이 인정되어 김나지움의 아비투어 독점은 붕괴하게 된다. 그러나 이는 법률상의 대등화일 뿐이어서 교육사회의 현실에서도 대등화가 실현되기 위해서는 바이마르 말기까지 기다리지 않으면 안 되었다.

## 유사 교육기관
리세(lycée)-프랑스

퍼블릭스쿨(public school) & 그래머스쿨(grammar school) -영국

미들스쿨(middle school)-미국

## 독일의 동급 중등교육기관
1. 하우프트슐레(Hauptschule:직업학교)
2. 레알슐레(Realschule:실과학교)
3. 게잠트슐레(Gesamtschule:종합학교)

## 교육과정
학생들은 초등교육을 마치고 9세 혹은 10세에 이 학교에 입학한다. 수업연한은 대개 9년이지만 현재 거의 대부분의 학교에서는 8년제로 시행되고 있다. 마지막 학년에는 졸업을 앞두고 ‘아비투어(Abitur)’라는 시험을 본다. 이 시험은 졸업시험인 동시에 대학입학자격시험이다. 

초등교육은 1~4학년까지이고 중등교육을 5학년으로 이어서 진행한다.
| 학년   | 명칭                         |
| ------ | ---------------------------- |
| 5학년  | Sexta                        |
| 6학년  | Quinta                       |
| 7학년  | Quarta                       |
| 8학년  | Untertertia (lower Tertia)   |
| 9학년  | Obertertia (upper Tertia)    |
| 10학년 | Untersekunda (lower Secunda) |
| 11학년 | Obersekunda (upper Secunda)  |
| 12학년 | Unterprima (lower Prima)     |
| 13학년 | Oberprima (upper Prima)      |

이곳에서는 대학에 진학해 고등교육을 받을 수 있도록 학생들을 지도한다. 2009~2010년 독일에는 3,094개의 김나지움이 있었으며, 247만 5,000명의 학생들이 김나지움에 다녔다. 이 수치는 당시 대학 진학을 앞둔 학생들의 약 28%에 해당했다.(일반적으로 김나지움을 통해 대학에 진학하는 비율은 25%가량이다.) 일반적으로 김나지움은 공립학교로 국가의 재정지원을 받지만 사립학교와 기독교계 학교도 많이 있다.

교육 과정은 학교마다 다르지만, 일반적으로 독일어 , 수학 , 정보학 / 컴퓨터 과학 , 물리학 , 화학 , 생물학 , 지리학 , 예술 (뿐만 아니라 공예, 디자인 등), 음악 , 역사 , 철학 , 공민/시민권, 사회 과학 , 그리고 여러 외국어를 포함한다. 어린 학생들을 위한 김나지움의 거의 전체 교과 과정은 필수이며, 상위 몇 년 동안 더 많은 선택 과목을 사용할 수 있지만 선택은 미국 고등학교에서만큼 넓지는 않다. 김나지움은 일반적으로 능력 범위의 상한 25~35%를 충족시켜로서 일반적으로 교육 수준이 높다.
김나지움 최고학년에 이르게 되면 아비투어 자격 시험을 치뤄 합격해서 아비투어를 획득해야 졸업이 되며 아비투어를 획득하지 못할 경우 '졸업'이 아닌 '수료'가 된다. 또한 아비투어는 대학교 입학 자격 시험을 겸하기 때문에 대학교에 진학하려면 반드시 취득해야 한다.

## 김나지움의 유형[4]

### 일반적인 유형

#### Humanistisches (인문학중심)
인문학 중심 김나지움은 일반적으로 오랜 전통이 있다. 그들은 라틴어와 고대 그리스어를 (때로는 옛 히브리어) 중점적으로 가르치고 또한 영어 나 불어 또는 둘 모두 가르친다.

#### Neusprachliches (현대 언어 중심)
비교적 덜 전통적이다. 적어도 2개 이상의 현대언어를 가르치고, 대부분의 경우 학생들은 라틴어 또한 배울기회를 가질 수 있다.

#### Mathematisch-Naturwissenschaftliches (수학 및 과학 중심)
수학과 과학에 중점을 두는 교육과정을 택하고, 두 번째 언어로 라틴어 또는 프랑스어를 제공한다.

### 특별 유형

#### Sportgymnasium 및 Skigymnasium
Sportgymnasium는 스포츠에 주요 초점이 있고 일반적으로 체육관 형, 기숙 학교의 학교이다. Skigymnasium는 스키에 초점이 있다.

#### Musikgymnasium
Musikgymnasium 음악에 초점이 있다. 전공 과목의 하나로서 악기 (주로 피아노 나 바이올린) 연주하는 법을 배워야 한다.

#### Europäisches
Europäisches 김나지움은 언어에 특성화되어 있다. 바이에른과 바덴뷔르템베르크에 있는데, 주로 학생들에게 3가지 언어를 요구한다. 바이에른의 김나지움은 5학년에 첫 번째 언어를 선택하고, 6학년에 두 번째 언어를 선택하며, 10 또는 11학년에 3번째 언어를 선택한다. 바덴 뷔 르템 베르크의 Europäisches 김나지움은 5학년에 라틴어와 영어를 학습하게 하고 7, 8학년에 세 번째 언어를 선택하게 하며, 10학년에 네 번째 언어를 선택할 수 있다. 10학년에 학생들은 5학년 때 선택한 언어 중 하나를 포기할 수 있다. 그 후에 다른 언어를 포기할 수 있다. 졸업 요건은 적어도 두가지 언어를 유창하게 구사할 수준으로 이수해야 한다.

## 같이 보기
- 미국 영어와 영국 영어의 비교
- 김나시온
- 리케이온